# Siège de Tortone
Guerres entre guelfes et gibelins
Batailles
1150 – 1200
- Vernavola (1154)
- Spolète (1155)
- Tortone (1155)
- Milan (1158)
- Siziano (1159)
- Crema (1159)
- Carcano (1160)
- Milan (1162)
- Prataporci (1167)
- Alexandrie (1174-1175)
- Legnano (1176)

1201 – 1250
- Calcinato (1201)
- Casei Gerola (1213)
- Cortenuova (1237)
- Brescia (1238)
- Faenza (1239)
- Giglio (1241)
- Viterbe (1243)
- Parme (1248)
- Fossalta (1249)
- Cingoli (1250)

1251 – 1300
- Bataille de Montebruno (1255)
- Cassano (1259)
- Montaperti (1260)
- Bénévent (1266)
- Tagliacozzo (1268)
- Colle (1269)
- Roccavione (1275)
- Desio (1277)
- Forlì (1282)
- Pieve al Toppo (1288)
- Campaldino (1289)

1301 – 1350
- Pavie (1302)
- La Lastra (1304)
- Milan (1311)
- Soncino (1312)
- Gaggiano (1313)
- Rho (1313)
- Ponte San Pietro (1313)
- Scrivia (1315)
- Montecatini (1315)
- Pavie (1315)
- Sestri (1318)
- Bardi (1321)
- Mirandola (1321)
- Gorgonzola (1323)
- Vaprio d'Adda (1324)
- Altopascio (1324)
- Zappolino (1325)
- San Felice (1332)
- San Quirico (1341)
- Gamenario (1345)

1351 – 1402
- Mirandola (1355)
- Casorate (1356)
- Solara (1356)
- Alexandrie (1391)
- Casalecchio (1402)

Le siège de Tortone est conflit militaire opposant le Saint-Empire Romain Germanique emmené par son empereur Frédéric Barberousse, aux forces guelfes partisans du pouvoir papal. C'est le premier affrontement militaire majeur résultant de l'ambition de l'empereur du Saint-Empire romain germanique Frédéric Barberousse d'imposer l'hégémonie impériale en Italie. Elle s'inscrit donc dans le cadre de la guerre entre guelfes et gibelins.

## Contexte historique
Frédéric commence sa première campagne italienne en octobre 1154, prétendument pour attaquer le royaume normand de Sicile selon un accord avec le pape. Mais lorsqu'il rencontre la résistance et l'insubordination des cités-états du nord de l'Italie, ses sujets ostensibles, Frédéric déclare en décembre 1154 un bannissement impérial préliminaire contre Milan.

## Prélude
En février 1155, il avance pour capturer Tortone, un allié clé de Milan et un ennemi de ses partisans de Pavie. La citadelle de Tortone, située sur une montagne, occupe une position dominante sur la vallée du Pô et est protégée par des murs massifs et des tours fortifiées.
Les Impériaux commencent par reconnaître la ville le 7 février, puis tentent de lancer une attaque surprise qui échoue. La ville est défendue par 300 soldats milanais, la milice de Tortone et les hommes de son commandant général, Obizzo Malaspina.

## Le siège de la ville
Le 13 février, le siège commence lorsque les Impériaux construisent des ouvrages de siège tout autour de Tortone pour le bloquer complètement. Les hommes d'Henri le Lion au sud de la ville et la milice de Pavie à l'est et au nord attaquent et incendient la ville sans défense le 17 février. La nuit tombée et une tempête empêchent également la capture de la citadelle.
Des arbalétriers, des archers et des arbalétriers impériaux bombardent les troupes défensives sur les murs avec des projectiles pendant que l'armée de siège construit des engins de siège. Un rocher lancé par une catapulte détruit une partie des fortifications et tue trois chevaliers armés. Les assiégeants utilisent un engin pour creuser un tunnel afin de miner l'une des tours, mais les défenseurs creusent un contre-tunnel qui fait s'effondrer l'effort et tue certains des mineurs. Frédéric contamine ensuite l'approvisionnement en eau de la garnison avec des cadavres et du soufre et du brai brûlants. Finalement, la garnison capitule le 18 avril par soif.

## Issue des combats et conséquences
La garnison est placée sous surveillance, les habitants de Tortone sont bannis de l'endroit et les Allemands et les Pavians incendient tout dans la ville, y compris les tombes. La destruction n'accomplit guère : les Tortonais réinvestissent les lieux le 1er mai avec l'aide de Milan et reconstruisent la ville. Frédéric célèbre sa victoire à Pavie le 24 avril et est couronné Roi d'Italie avec la Couronne de Fer de Lombardie dans l'église Saint-Michel. Il se dirige ensuite vers Rome, où il est couronné Empereur du Saint-Empire romain germanique le 18 juin.